# Smash (musikfestival)
Smash är en musikfestival som sedan 2018 arrangeras i Stockholm, Sverige av WoahDad! och Maloney Concerts. Festivalen fokuserar på urban musik och hiphop.
Den första festivalen ägde rum 14 augusti 2018 på Sjöhistoriska i Stockholm med akter som Post Malone, Lil Pump, Cherrie, Mapei, Tyla Yaweh och Jelassi. Samtliga 18 000 biljetter sålde slut en månad innan festivalen ägde rum.
2019 presenterade arrangörerna två olika upplagor av festivalen. Smash Fest Sweden ägde rum 17 augusti 2019 på Sjöhistoriska i Stockholm med Robyn som huvudakt. Smash x Stadion ägde rum på Stockholms Stadion 2 juli–3 juli 2019. Artisterna som spelade var ASAP Rocky, Migos, Juice WRLD och Bad Bunny, J.I.D, Z.E, Einár, Gunna, Rico Nasty, Jessie Reyez, 1.Cuz, Saweetie, Ama Lou och Flohio.